# Szuha
Szuha là một thị trấn thuộc hạt Nógrád, Hungary. Thị trấn này có diện tích 17,56 km², dân số năm 2010 là 648 người, mật độ 37 người/km².